# Lincoln (automobile)
Pour les articles homonymes, voir Lincoln.
The Lincoln Motor Company (prononcé en anglais : /ˈlɪŋkən/) est un constructeur automobile américain spécialisé dans les voitures de luxe fondé en 1917. Le constructeur est la propriété du groupe Ford depuis 1922.

## Histoire
Le constructeur Lincoln est fondé en 1917 à Détroit par Henry M. Leland, le fondateur de Cadillac. Après la Première Guerre mondiale, Henry Leland entreprend de s'imposer comme un constructeur automobile de luxe mais il est victime de déboires financiers importants. L'entreprise est alors rachetée par Henry Ford en 1922 qui en fait sa division de prestige.
Si les présidents des États-Unis Warren Harding et Calvin Coolidge sont chacun propriétaires d'une Lincoln L (respectivement en 1921 et en 1924), ce n'est qu'en 1939 que Lincoln devient le fournisseur officiel de la Maison-Blanche pour Franklin Delano Roosevelt. Baptisée « Sunshine Spécial », la voiture est spécialement construite pour être la voiture de parade des déplacements officiels du président. Cette tradition perdure jusqu'au président George Bush père. La marque est ainsi associée au président John Fitzgerald Kennedy, assassiné à l'arrière de sa Lincoln Continental X-100 à Dallas le 22 novembre 1963.
D'un dessin moins ostentatoire que les modèles de son concurrent Cadillac, les modèles Lincoln connaissent une diffusion de moindre importance. Mais la Zephyr en 1936 et la Continental en 1939 sont des jalons importants du style automobile américain. Et ce sont les lignes sobres et rectilignes de la Continental de 1961 qui mettent un terme à la mode des ailerons des voitures américaines des années 1950. Sa descendante des années 1980 reste également l'archétype de la « limo » américaine au châssis démesurément rallongé. Enfin, Lincoln est le premier constructeur de luxe américain qui intègre un modèle SUV à sa gamme avec son Navigator en 1998.
Aujourd'hui[Quand ?], Lincoln dispose d'une gamme de trois berlines et trois SUV, dérivés luxueusement traités de modèles Ford américains.

## Les origines

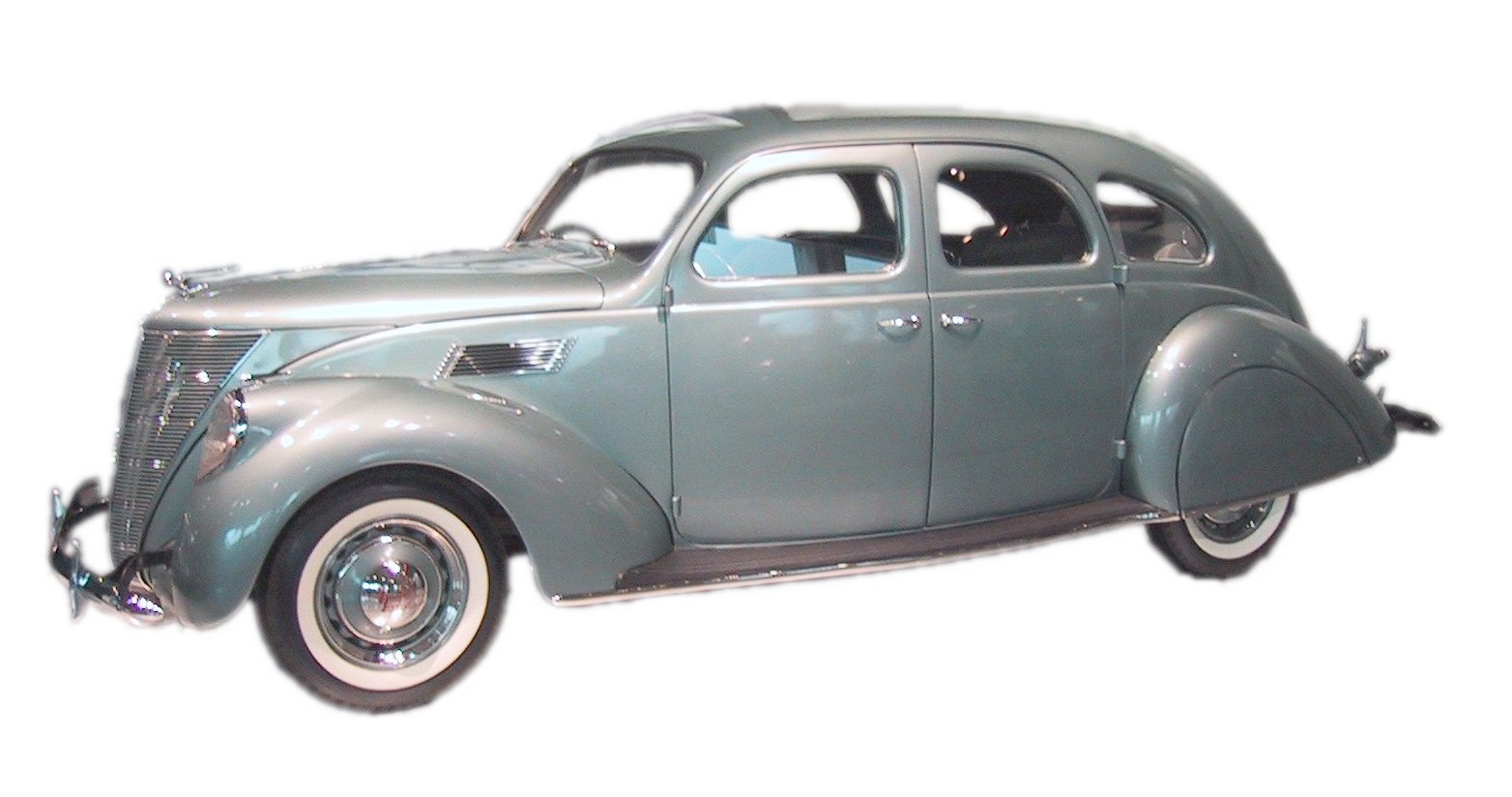
Lincoln Zephy HB

Au cours de la Première Guerre mondiale, le gouvernement américain passe de nombreuses commandes aux industriels américains au titre de l’effort de guerre. La General Motors est ainsi contactée pour fabriquer des moteurs d’avions baptisés « Liberty », que sa division Cadillac pourrait réaliser en modifiant un peu le moteur V8 qui équipe ses voitures. Henry Martin Leland, le président fondateur de la marque, se montre enthousiaste à cette demande mais William Crapo Durant, le président de la General Motors, ne souhaite pas que sa division se convertisse à cette production. Ce désaccord entraîne la démission de Leland qui décide de se lancer, grâce à un prêt fédéral, dans la construction d’une usine destinée à produire le moteur Liberty. Le 29 août 1917, à 74 ans, un âge où il se sent « encore loin de la retraite », Henry Leland fonde alors la Lincoln Motor Company, une société dont le nom rend hommage à Abraham Lincoln, le 16° président des États-Unis, et premier homme pour qui Leland ait voté.
Ayant obtenu une commande pour 6 000 moteurs, il embauche 6 000 personnes, livre le premier moteur en mars 1918 et obtient une cadence de production de 50 moteurs par jour. Mais la fin de la guerre arrive trop vite pour Leland ; si le conflit s’était prolongé de six mois, il aurait pu rembourser l’intégralité de son prêt. Faute de commandes, il procède donc à la reconversion de son usine afin de construire une voiture de luxe à moteur V8 similaire à la Cadillac : la Lincoln L (avec un L comme Leland). Il doit cependant de nouveau emprunter, ce qui accroit encore la dette de la société devenue Lincoln Motor Company of Delaware le 26 janvier 1920. La Lincoln L est une voiture bien construite et performante, mais dont le prix de 5 000 dollars et le manque de style limitent la diffusion. Du fait du temps nécessaire à reconvertir l’usine, les premières livraisons subissent en outre des retards importants. En 1920, Leland est obligé de trouver un financement complémentaire. Toutefois, une partie des actionnaires, entrainés par le premier d’entre eux, Fred Murphy, s’y opposent et demandent la liquidation de la société. La seule solution qui s’offre à Leland est de trouver un repreneur assez solide pour racheter toutes les actions de la société et assez compréhensif pour le laisser continuer à diriger la marque. Le seul homme qui peut se le permettre est Henry Ford.

Logo de l'entreprise.

Les deux hommes se connaissent depuis longtemps. En 1901, Leland fournit des moteurs à deux constructeurs d'automobiles : Oldsmobile et Detroit. Mais la société Detroit ne parvenant pas à se développer, ses dirigeants recrutent le jeune Henry Ford (il a 38 ans) pour développer une nouvelle voiture et la société devient Henry Ford Company. Cependant, Ford et ses associés ne parviennent pas à se mettre d'accord sur la voiture à construire et trois semaines plus tard Ford démissionne. Ses associés font alors appel à Leland pour évaluer l'usine avant sa liquidation. Leland leur propose alors de réoutiller l'usine et de lancer une voiture dont il a déjà le moteur ; en 1902, la société est rebaptisée Cadillac...
Quand Leland vient le rencontrer dans sa luxueuse propriété de Fairlane, Henry Ford n'est guère enthousiaste pour reprendre son usine. Il faudra toute la conviction de son épouse Clara et de son fils Edsel (président de la Ford Motor Company depuis 1919) pour qu'il accepte de racheter Lincoln le 4 février 1922. Henry Leland reste président de la société, mais Edsel Ford devient vice-président. Sous sa conduite, Lincoln devient une affaire fiable. Mais la mise en œuvre des méthodes de Ford apparaît comme une ingérence insupportable pour Leland ; le 13 juin 1922, il démissionne et prend sa retraite et meurt en 1931 à l'âge de 89 ans.

## Modèles

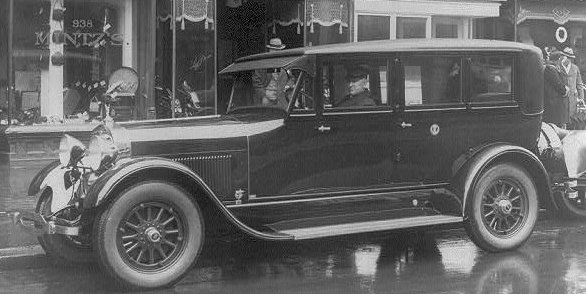
Lincoln L

Modèle original
- Lincoln L (1920-1930)

### Modèles àmoteurs V12
- Lincoln K (1931)
- Lincoln KA (1932-1933)
- Lincoln KB (1932-1933)
- Lincoln K (1934-1940)
- Lincoln-Zephyr (1936-1942 et 1946-1948)
- Lincoln Zephyr Continental (1939)
- Lincoln Continental (1940-1942 et 1946-1948)
- Lincoln Custom (1941-1942)
- Lincoln (1946-1948)

### Modèles àmoteurs V8
Berlines
- Lincoln (1949-1951)
- Lincoln Cosmopolitan (1949-1951)
- Lincoln Cosmopolitan (1952-1954)
- Lincoln Capri (1952-1955)
- Lincoln Custom (1955)
- Lincoln Capri (1956-1957)
- Lincoln Premiere (1956-1957)
- Lincoln Capri (1958-1959)
- Lincoln Premiere (1958-1960)
- Lincoln Continental Mk IV (1959)
- Lincoln (1960)
- Lincoln Continental Mk V (1960)
- Lincoln Continental (1961-1969)
- Lincoln Continental (1970-1979)
- Lincoln Versailles (1977-1980)
- Lincoln Continental (1981-1986)
- Lincoln Town Car (1981-1990)
- Lincoln Continental (1988-1994)
- Lincoln Continental (1995-2020)
- Lincoln Town Car (1998 - 2011)
- Lincoln LS (1998 - 2006)

Coupés
- Continental Mk II (1956-1957)
- Continental Mk III (1958)

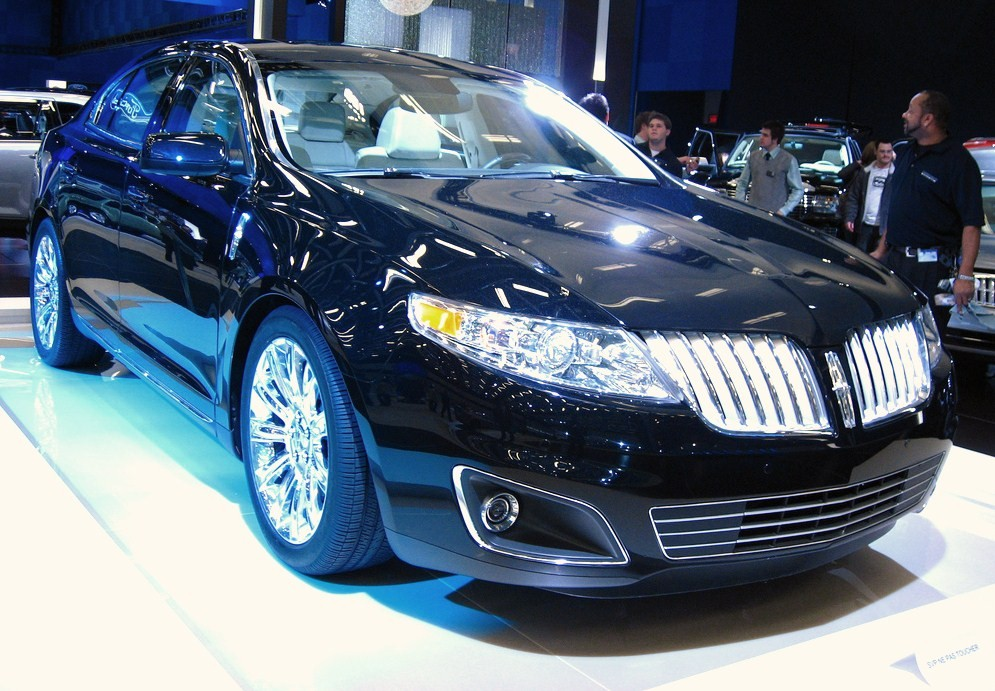
Lincoln MKS

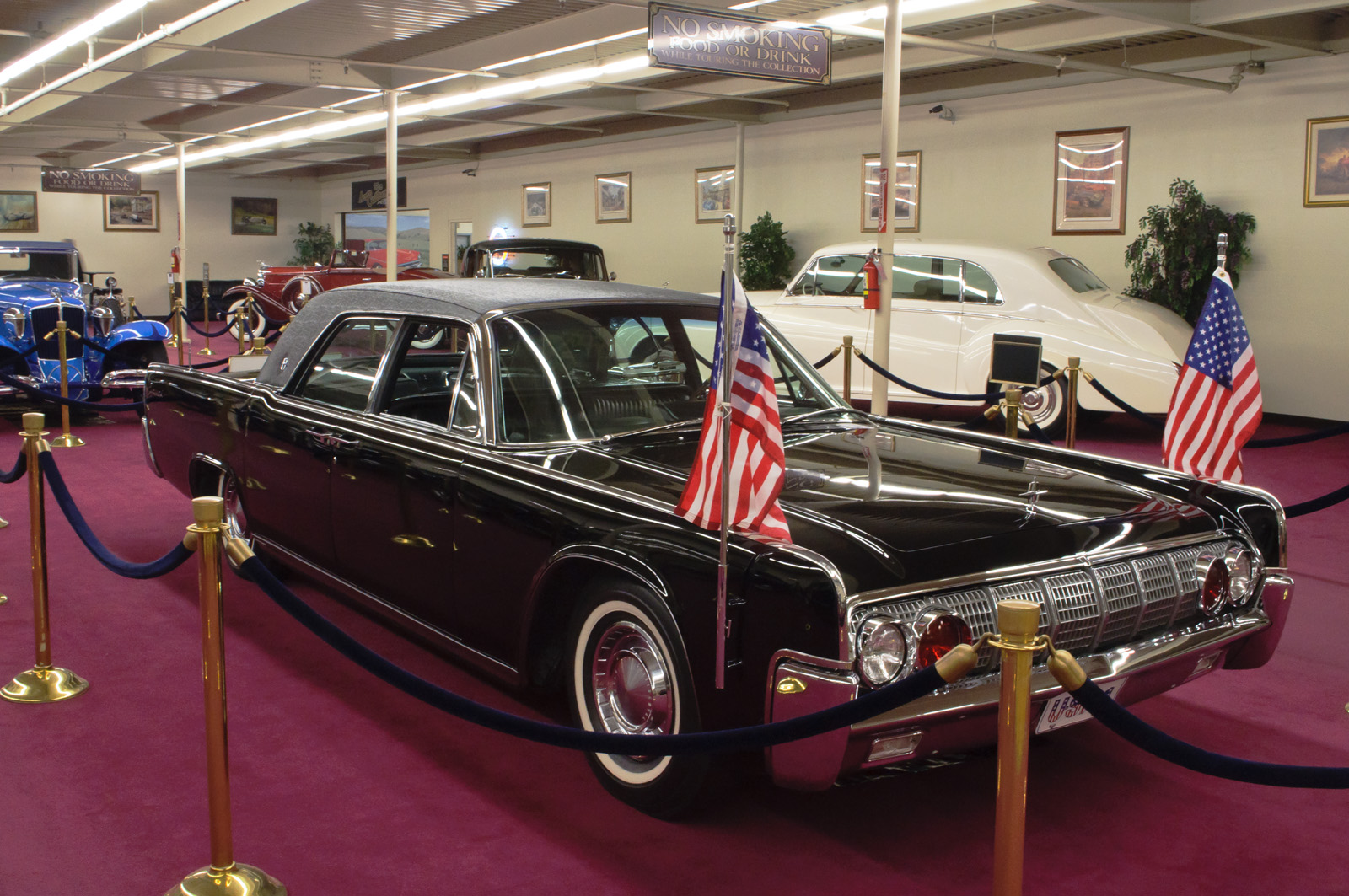
Limousine Lincoln Continental du Président des États-Unis John F. Kennedy.

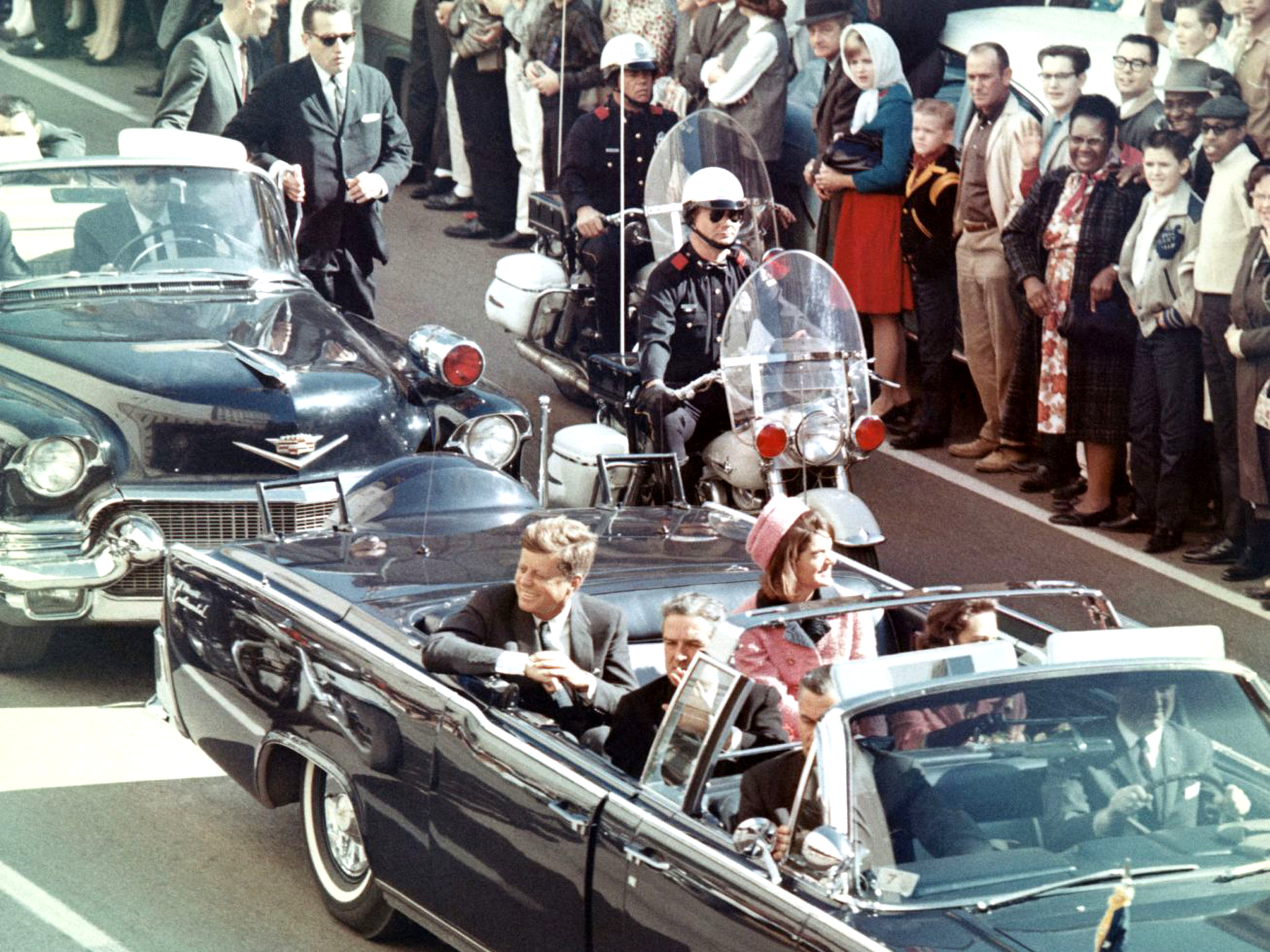
John F. Kennedy saluant la foule depuis sa limousine Lincoln quelques minutes avant son assassinat.

- Lincoln Continental Mk III (1968-1972)
- Lincoln continental Mk IV (1973-1975)
- Lincoln Continental Mk V (1976-1979)
- Lincoln Continental Mk VI (1980)
- Lincoln Mk VI (1981-1982)
- Lincoln Mk VII (1983-1992)
- Lincoln Mk VIII (1993-)

### Modèles àmoteurs V6
- Lincoln Zephyr (2005-2006), devenue :
- Lincoln MKZ (2006-2012)
- Lincoln MKX (2007-2015)

SUV
- Lincoln Navigator (1997-)
- Lincoln Aviator (2003-)
- Lincoln Mark LT (2005-2008)
- Lincoln MKX (2007-2015)
- Lincoln Blackwood (2002)

### Prototypes et concept cars
Show cars
- Lincoln Concept Continental '90 (1982)
- Lincoln Machette (1988)
- Lincoln Contempra (1994)
- Lincoln L2K (1995)
- Lincoln Sentinel (1996)
- Lincoln Mark X (2004)

Concept Cars
- Lincoln Futura (1955)
- Lincoln Indianapolis (1955)
- Lincoln MKR (2007)
- Lincoln MKT (2008)[1]
- Lincoln MKZ Concept (2012)[2]
- Lincoln MKC Concept (2013)[3]
- Lincoln MKX Concept (2014)[4]
- Lincoln Continental Concept (2015)[5]
- Lincoln Navigator Concept (2016)[6]
- Lincoln Aviator Concept (2018)[7]
- Lincoln Zephyr Reflection (2021)[8]
- Lincoln Anniversary Concept (2021)[9]
- Lincoln Star Concept (2022)[10]
- Lincoln Model L100 Concept (2022)[11]